# (31814) 1999 RW70
1999 RW70 (asteroide 31814) é um asteroide troiano de Júpiter. Possui uma excentricidade de 0.07049690 e uma inclinação de 4.44853º.
Este asteroide foi descoberto no dia 7 de setembro de 1999 por LINEAR em Socorro.